# VS-40
O VS-40 (Foguete Suborbital VS-40) é um foguete de sondagem Brasileiro movido a combustível sólido, estabilizado aerodinamicamente, composto por um primeiro estágio com o motor S40TM (4,200 kg) e por um segundo estágio com o motor S44M (810 kg) .
Esta configuração corresponde aos estágios superiores do foguete VLS-1.

## Voos[3]
- VS-40 PT-01 - "Operação Santa Maria" - 1993/04/02 - Voo de qualificação para o motor S44. 760 segundos em condição de micro-gravidade.

- VS-40 PT-02 - "Operação Livramento" - 1998/03/21 - caga útil VAP-1 (Fokker).

- VS-40M / SHEFEX II - 2012/06/22[4][5] - caga útil SHEFEX (Sharp Edge Flight Experiment) II.

- VS-40M / V03 - "Operação São Lourenço" - SARA (Satélite de Reentrada Atmosférica)[6][7] ,Explodiu.[8]

- VS-40 / V04 - Cancelado[9] - SARA Suborbital 2

## Características
- Comprimento (mm) 6725
- Massa da carga útil (kg) 500
- Diâmetro (mm) 1000
- Massa total de partida (kg) 6,737
- Massa de combustível (kg) 5,054
- Massa estrutural (kg) 1,028
- Apogeu (km) 650
- Tempo em microgravidade (s) 760